# Isola di Pankrat'ev
L'isola di Pankrat'ev (russo: Остров Панкратьева) è un'isola russa situata nel Mare di Barents che fa parte dell'arcipelago della Novaja Zemlja. Amministrativamente fa parte dell'Oblast' di Archangel'sk.

## Geografia
L'isola si trova lungo la costa nord-occidentale dell'isola Severnyj, a nord della penisola omonima (полуостров Панкратьева), da cui è separata dallo stretto Ėkspedicij (пролив Экспедиций), e ad ovest della penisola di Litke (полуостров Литке). Nel punto più vicino alla penisola, sullo stretto, la mappa segnala la presenza di un'isba.
L'isola di Pankrat'ev è lunga circa 18 km e larga 8 km, con un'altezza di 73 m. Ci sono vari laghi e corsi d'acqua.
Nella parte meridionale c'è una grande insenatura racchiusa tra capo Melkovodnyj (мыс Мелководный) e capo Sopka (мыс Сопка); a nord-ovest si trova capo Nabljudenij (мыс Наблюдений) e l'estrema punta nord-est è capo Ivanova (мыс Иванова).

## Isole adiacenti
- Scoglio di Kuročkin (Камень Курочкина), all'imboccatura del golfo di Borzov (залив Борзова), a est dell'isola di Pankrat'ev (76°08′21.62″N 60°45′20.76″E).
- Isole Južnye Krestovye (Острова Южные Крестовые, "isole crociate meridionali"), 2 isole a sud-ovest.